# Alegría (Álava)
Alegría (cooficialmente en euskera: Dulantzi) es una localidad y municipio español de la provincia de Álava, en la comunidad autónoma del País Vasco. Se sitúa en la cuadrilla de la Llanada Alavesa.

## Toponimia
El nombre más antiguo de la localidad es el de Dulantzi, que aparece por primera vez mencionado en 1025 como Dullanzi y posteriormente en el siglo XIV como Dulance. El origen y significado etimológico puede ser derivado del antiguo villae romano llamado Dulantes. Algunos filólogos como Fidel Fita creían que podía tener relación con la población várdula de Tullonium, situada en la Llanada Alavesa y que fue citada por el geógrafo Claudio Ptolomeo en el siglo II. Esa misma población aparece nombrada posteriormente como la mansio romana de Tullonio en el itinerario de Antonino, en una relación de localidades que servían de escala en la calzada romana XXXIV o Ab Asturica Burdigalam (Astorga-Burdeos), que está fechado en el año 455. Existe cierta controversia en la ubicación de Tullonio, aunque por las distancias que se citan en dicho itinerario debería ubicarse en Ascarza, lo cierto es que en las cercanías de Alegría se encontró en el siglo XVIII una lápida romana con el nombre Tullonio escrito; siendo por ello Alegría la principal candidata. Si esto fuera cierto e historiadores y filólogos como Fita estuvieran en lo cierto Dulantzi podría haber surgido por una evolución de Tullonio → Tullaunci → Dullaunci → Dullanzi, aunque esto suena muy forzado. La teoría más probable pues es que el nombre Dulanci derive del villae romano Dulantes.
En 1337 el rey Alfonso XI de Castilla dota a la localidad de fueros y le da el nombre de Alegría de Dulanci. En la carta puebla que le concede dice textualmente lo siguiente:

É por que la dicha villa sea mejor poblada... tenemos por bien que haya nombre Alegría de Dulanci

De ello se deduce que llamar a Dulantzi Alegría fue un operación de promoción para atraer pobladores a la nueva villa. Curiosamente existe otra localidad del mismo nombre en el País Vasco, Alegría en Guipúzcoa, aunque se desconoce si su nombre tuvo el mismo origen.
Con el paso de los años la localidad pasó a ser conocida simplemente como Alegría, perdiendo en el uso habitual el apelativo de Dulanci. Al siglo XIX llegó con la denominación oficial de Alegría, denominación que mantendría oficialmente hasta 1982.
Paralelamente era también conocida, especialmente fuera de su provincia, como Alegría de Álava, denominación utilizada para distinguirla de la homónima localidad guipuzcoana y facilitar su ubicación en el mapa. Así es como aparece en el Diccionario geográfico-estadístico-histórico de España y sus posesiones de Ultramar de Pascual Madoz. Hay que tener en cuenta que fue escenario de un célebre hecho bélico durante la primera guerra carlista, la batalla de Alegría.
Con la Transición en la década de 1970 se produce un movimiento en el País Vasco en pro de la revitalización de la lengua vasca. Dentro de ese movimiento se promueve la recuperación de nombres antiguos de poblaciones para su uso como nombres en lengua vasca, especialmente en el caso de aquellas poblaciones que poseían un nombre de inequívoco origen romance y carecían de un nombre de uso corriente en euskera.
Es así como se recupera Dulantzi (adaptando el nombre de Dulanzi a la moderna ortografía vasca) como nombre de la localidad para su uso en euskera. El 15 de julio de 1982 el ayuntamiento adoptó la actual denominación bilingüe oficial de Alegría-Dulantzi. Desde que el Estado la publicó en el BOE en 1989 es la denominación oficial del municipio a todos los efectos.

## Geografía
Es completamente llano en el centro, y las zonas montañosas más destacables se sitúa al sur del concejo; donde por esta zona atraviesa una pista de montaña que enlaza a la ermita de San Víctor desde el puerto de Azáceta. La zona central es completamente un extenso valle formado por el río Alegría, y se asienta algunas elevaciones no tan prominentes como el alto de Mendia, donde hay un depósito de agua. Al norte del concejo, atraviesa un tramo del Camino de Santiago, que enlaza con la ermita de Nuestra Señora de Ayala.
Atraviesa un antiguo ferrocarril de FEVE, al norte del concejo; convertido actualmente en vía verde.

### Camino de Santiago
Por su municipio transcurre el Camino de Santiago Vasco del Interior, también llamado Ruta Jacobea Vasca o Ruta de Bayona, fue la más importante entre los siglos X y XIII. El Camino de Santiago de la Costa se encontraba asediado por los asaltos de los bárbaros normandos (vikingos) y al sur, lo que conocemos por el Camino de Santiago Francés, la dominación árabe era plena por lo que la Ruta de Bayona se convertía en el trazado más seguro para los cristianos que se dirigían a Compostela, enlazando desde Bayona con la calzada romana XXXIV Ab Asturica Burdigalam, a la altura de San Millán, conocida en la Edad Media como Vía Aquitania, por el flujo de peregrinos que llegaban desde esa región, origen del Camino Francés.

### Comunicaciones
Tiene parada de autobús que enlaza con la ciudad de Vitoria.
También tiene estación de tren al norte de la villa.

## Historia
Una de las primeras referencias escritas del conjunto de localidades que existieron en el actual término municipal la encontramos en la relación de poblaciones que debían contribuir al
monasterio de San Millán de la Cogolla (año 1025) conocida como Reja de San Millán, en ella aparecen los nombres de Dullanzi (Dulanci) y Gelegieta (Eguileta).
Dullanzi y Gelegieta aparecen formando parte del alfoz de Hiraszaeza o Hiruzaheza, del que también formaban parte entre otras las aldeas de Aialha, Larrahara, Larraza y Arbelgoihen, que actualmente son despoblados dentro del término municipal de Alegría; y los cercanos pueblos y despoblados de Iscona (Hijona), Trocóniz, Burgellu (Elburgo), Garonna (Garona), Hararihin (Arrarain), Aniu (Añua), Hereinzguhin (Erenchun) y Abaunza, repartidos entre los vecinos municipios de Iruraiz-Gauna y Elburgo.

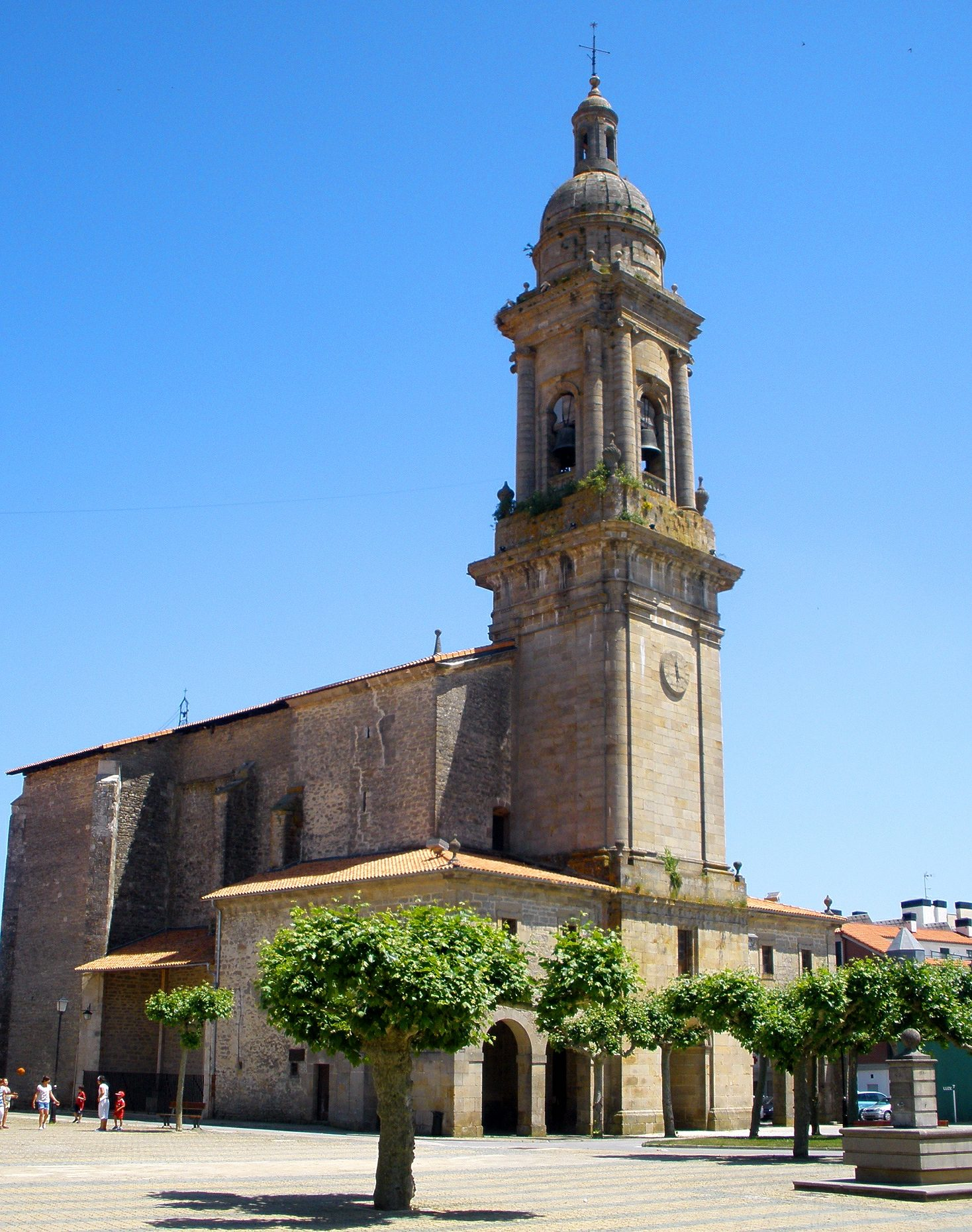
Iglesia de San Blas

En 1337 Alfonso XI funda sobre la localidad preexistente de Dulanci la villa de Alegría de Dulanci, concediéndole fuero real. La villa fue poblada con habitantes de los cercanos pueblos de Ayala, Henayo, Larrara, Olga, Ilárraza y Eguileta. Todos estos pueblos, salvo Eguileta, quedarían despoblados a raíz de este hecho y actualmente son mortuorios. En el lugar donde se encontraba el pueblo de Ayala, a algo más de 1km de Alegría, se encuentra actualmente el santuario de Nuestra Señora de Ayala, ermita románica que se corresponde a la antigua iglesia de este pueblo desaparecido.
Durante la Edad Media se hizo de Alegría una fortaleza, siendo el puntal del bando oñacino en la Llanada Alavesa, en la guerra de bandos.
A partir de 1484 Alegría pasó a pertenecer al señorío jurisdiccional de la ciudad de Vitoria. En 1579, se crea la hoy desaparecida Cuadrilla de Alegría formada por las villas de Alegría, Gauna y Erenchun y los lugares de Eguileta y Alborcoin, dentro de la Hermandad de Iruraiz.
Durante la Primera Guerra Carlista, los días 27 y 28 de octubre de 1834 en las proximidades de Alegría y cerca de la aldea de Chinchetru, tiene lugar la batalla de Alegría en la cual el general carlista Tomás de Zumalacárregui obtiene la victoria sobre el brigadier O'Doyle y los generales Osma y Figueras. Esta batalla suele recrearse anualmente por los vecinos de Alegría en un día de carácter festivo.
Hacia mediados del siglo XIX, el lugar tenía contabilizada una población de 580 habitantes. La localidad aparece descrita en el primer volumen del Diccionario geográfico-estadístico-histórico de España y sus posesiones de Ultramar de Pascual Madoz de la siguiente manera:

ALEGRIA DE ALAVA: v. en la prov.de Alava (2 leg. á Vitoria); dióc. de Calahorra (14); part. jud. de Salvatierra (2); y cap. del ayunt. á que da nombre: sit. en un llano ameno y delicioso, con una altura al S. denominada Mendia, su clima sano, pero bastante frio: tiene 109 casas; las hay para el ayunt., cárcel, matadero, hornos de pan, y corrales públicos para el ganado; la escuela está dotada con 2,140 rs., y concurren á ella 70 niños de ambos sexos. La igl. parr. (S. Blas Ob. y Mr.) está servida por 6 beneficiados, inclusos los dos párrocos; estos son amovibles, y los nombra el diocesano; aquellos son perpetuos, y elegidos por el cabildo; el edificio es bastante bueno y magnífica su torre. Hay un conv. de religiosas, fundado en 1581, por donacion de casas y rent. que á unas beatas del l. de Alecha hizo el abad de Otorgoyen, con la condicion, que aceptaron, de llevar á efecto la fundacion, y establecerse en clausura; en 1615, á instancia de ellas se sujetaron á las reglas de Sta. Clara, y tuvieron por abadesa á doña Juana de Alava, hija del conv. de la misma orden de la referida c.; hoy existen 13 religiosas. El pósito, monte-pio para socorro de pobres labradores, fue creado por D. Juan Bautista de Tarsis, quien fundó tambien una obra-pia de 200 ducados en favor de las huérfanas naturales de esta v. Hay siete ermitas; la de S. Martin se encuentra dentro de la pobl., y las seis restantes como á 1/4 de leg.; la de Ntra. Sra. de Ayala sit. al N., y en el desp. del mismo nombre; al NE. la de San Miguel de Henayo, desp. tambien como lo son donde estan las de Ntra. Sra. de Sarrara y las de Larraz, San Julian y San Pelayo. El térm. se estiende á 1/4 de leg. del centro, á sus confines, que tocan por N. con los de Echavarri de Urtupiña; por E. Adana y Gauna; por S. Herechun y Equileta, y por O. Elburgo y Gaceta: le baña el riach. de su nombre (V.); y el terreno es fértil, asi como bien pobl. los montes de N. y S.: los caminos son locales, y estos, asi como el que se dirige á la c. de Vitoria, son intransitables en el invierno. el correo se recibe de Vitoria mártes, juéves y sábados por un balijero: prod. toda clase de cereales, pero con especialidad trigo; cria ganado vacuno, caballar y mular; hay caza de codornices con abundancia, y algunas perdices: ind.: agrícola y pecuaria, y dos molinos harineros: pobl.: 103 vec., 580 almas. riqueza y contr. (V. Alava Intendencia.)
(Madoz, 1845, pp. 523-524)

Con las reformas liberales del siglo XIX la villa de Alegría se convierte en un municipio constitucional, formado únicamente por las poblaciones de Alegría y Eguileta, la aldea que con anterioridad caía bajo su jurisdicción. Esta composición del municipio se ha mantenido inalterada hasta la actualidad. Durante el siglo XIX y casi todo el XX Alegría mantuvo una población discreta y bastante estable que osciló entre un mínimo de 596 habitantes en el censo de 1940 y los 1054 habitantes que se alcanzaron en 1981. 
Hoy en día es una pujante villa industrial en la cual se han dado lugar crecimientos urbanísticos por todos sus flancos, que han duplicado su espacio residencial y su población desde 1995. Un boom que la deja entre las más grandes poblaciones de Álava, habiendo dejado atrás en estos aspectos a muchas de las que en la década anterior a nivel provincial la superaban. Actualmente junto a Nanclares de la Oca y Villarreal de Álava, forma parte de las poblaciones que crecen en el radio de 15 km de Vitoria funcionando como las villas dormitorio de la capital, todas ellas con importantes polígonos empresariales.

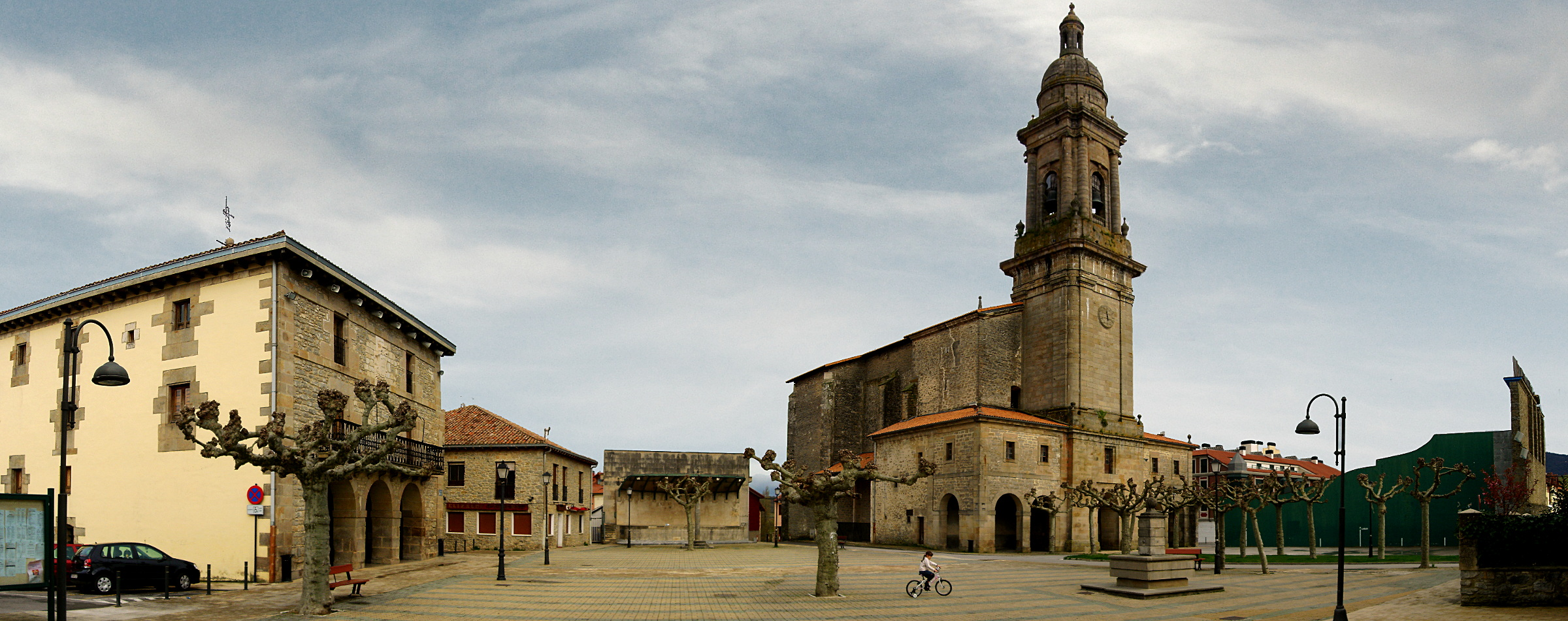
Herriko Plaza o Plaza Mayor

La recuperación de sus viales en el casco antiguo han dado además vida para el turismo y ha permitido recuperar nuevos espacios para los residentes dentro de un entorno medieval calificado de 2º orden de interés histórico-artístico. Además, es esta villa un lugar con numerosos espacios verdes y de esparcimiento como complemento a una agradable visita repleta de rincones bucólicos. Recomendaciones especiales son la Herriko Plaza (Plaza del Pueblo) y sus alrededores, el frontón y la zona sur de la villa, un entorno de encanto rural. La calle Mayor, la de la Fortaleza, y la calle San Blas, que nos harán encontrar un buen número de buenos ejemplos de arquitectura rural de concepto medieval. También la zona del antiguo molino y el río, en el que se dispone de un paseo fluvial en buena parte de la villa.

## Demografía
Alegría cuenta con una población de 2971 habitantes (INE 2024).
| Gráfica de evolución demográfica de Alegría entre 1842 y 2021 |
| |
| Población de derecho según los censos de población del INE Población de hecho según los censos de población del INEEn estos censos se denominaba Alegría: 1842, 1857, 1860, 1877, 1887, 1897, 1900, 1910, 1920, 1930, 1940, 1950, 1960, 1970 y 1981 |

| Gráfica de evolución demográfica de Alegría entre 1988 y 2008 |
|                                                               |

## Administración y política

### Gobierno municipal
| Partido político                                              | 2015  | 2015       | 2011  | 2011       | 2007  | 2007       | 2003        | 2003        | 1999  | 1999       | 1995  | 1995       |
| Partido político                                              | %     | Concejales | %     | Concejales | %     | Concejales | %           | Concejales  | %     | Concejales | %     | Concejales |
| Agrupación Independiente de Alegría (DTI-AIA)                 | 39,69 | 5          | 28,57 | 4          | 18,76 | 2          | —           | —           | —     | —          | —     | —          |
| Euzko Alderdi Jeltzalea-Partido Nacionalista Vasco (EAJ-PNV)  | 27,43 | 3          | 19,35 | 2          | 24,46 | 3          | 48,01       | 5           | 29,43 | 3          | 37,76 | 4          |
| Euskal Herria Bildu (EH Bildu)-Bildu                          | 18,76 | 2          | 28,42 | 3          | —     | —          | —           | —           | —     | —          | —     | —          |
| Partido Socialista de Euskadi-Euskadiko Ezkerra (PSE-EE PSOE) | 8,52  | 1          | 8,99  | 1          | 14,55 | 2          | 18,09       | 2           | 14,21 | 1          | 14,02 | 1          |
| Partido Popular del País Vasco (PP)                           | 4,48  | 0          | 9,75  | 1          | 8,76  | 1          | 17,62       | 1           | 6,98  | 0          | 5,59  | 0          |
| Ezker Batua-Berdeak (EB-B)                                    | —     | —          | 2,15  | 0          | 2,64  | 0          | 12,78       | 1           | —     | —          | —     | —          |
| Eusko Alkartasuna (EA)                                        | —     | —          | —     | —          | 20,25 | 2          | Con PNV     | Con PNV     | 30,42 | 4          | 37,01 | 4          |
| Eusko Abertzale Ekintza-Acción Nacionalista Vasca (EAE-ANV)   | —     | —          | —     | —          | 9,26  | 1          | —           | —           | —     | —          | —     | —          |
| Unidad Alavesa (UA)                                           | —     | —          | —     | —          | —     | —          | 0,32        | 0           | 2,24  | 0          | 4,08  | 0          |
| Euskal Herritarrok (EH)                                       | —     | —          | —     | —          | —     | —          | Ilegalizado | Ilegalizado | 14,84 | 1          | —     | —          |

### Organización territorial

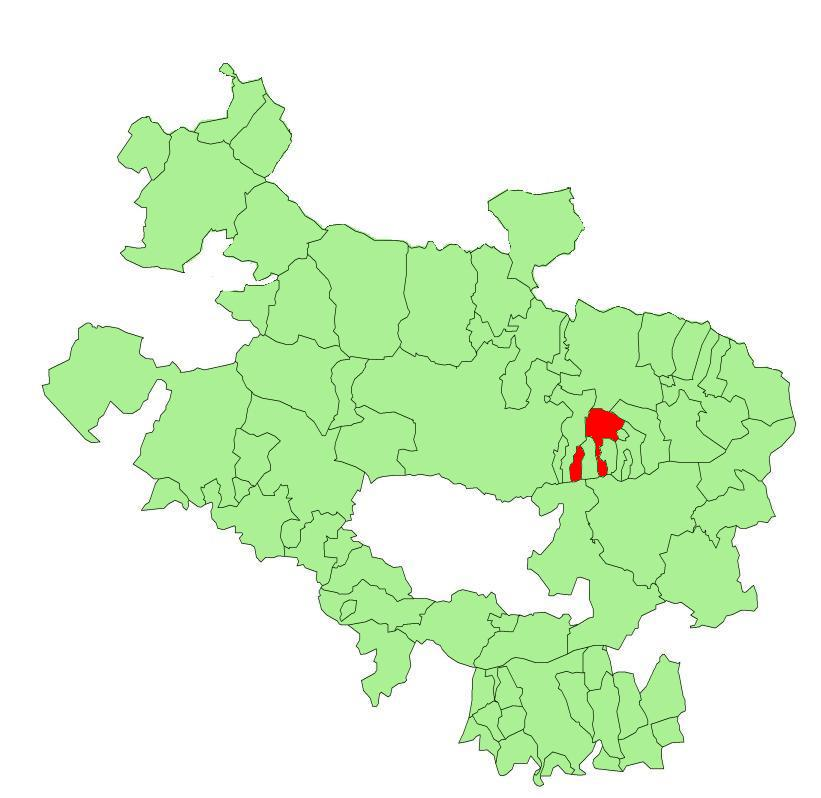
Extensión del municipio en la provincia de Álava

#### Concejos
El municipio está formado por dos entidades de población que forman concejos:
- Alegría de Álava (oficialmente Alegría-Dulantzi), donde se concentra el 95 % de la población y que es la capital del municipio.
- Eguileta (en euskera y oficialmente Egileta), población que forma un enclave al suroeste del municipio.

#### Despoblados
Despoblados del municipio:
| Despoblado | Concejo          | Año despoblación         |
| ---------- | ---------------- | ------------------------ |
| Alborcoin  | Alegría de Álava | Mediados del siglo XVIII |
| Ayala      | Alegría de Álava | 20 de octubre de 1337    |
| Henayo     | Alegría de Álava | 20 de octubre de 1337    |
| Ilárraza   | Alegría de Álava | 20 de octubre de 1337    |
| Larrara    | Alegría de Álava | 20 de octubre de 1337    |
| Olga       | Alegría de Álava | 20 de octubre de 1337    |

## Cultura

### Patrimonio

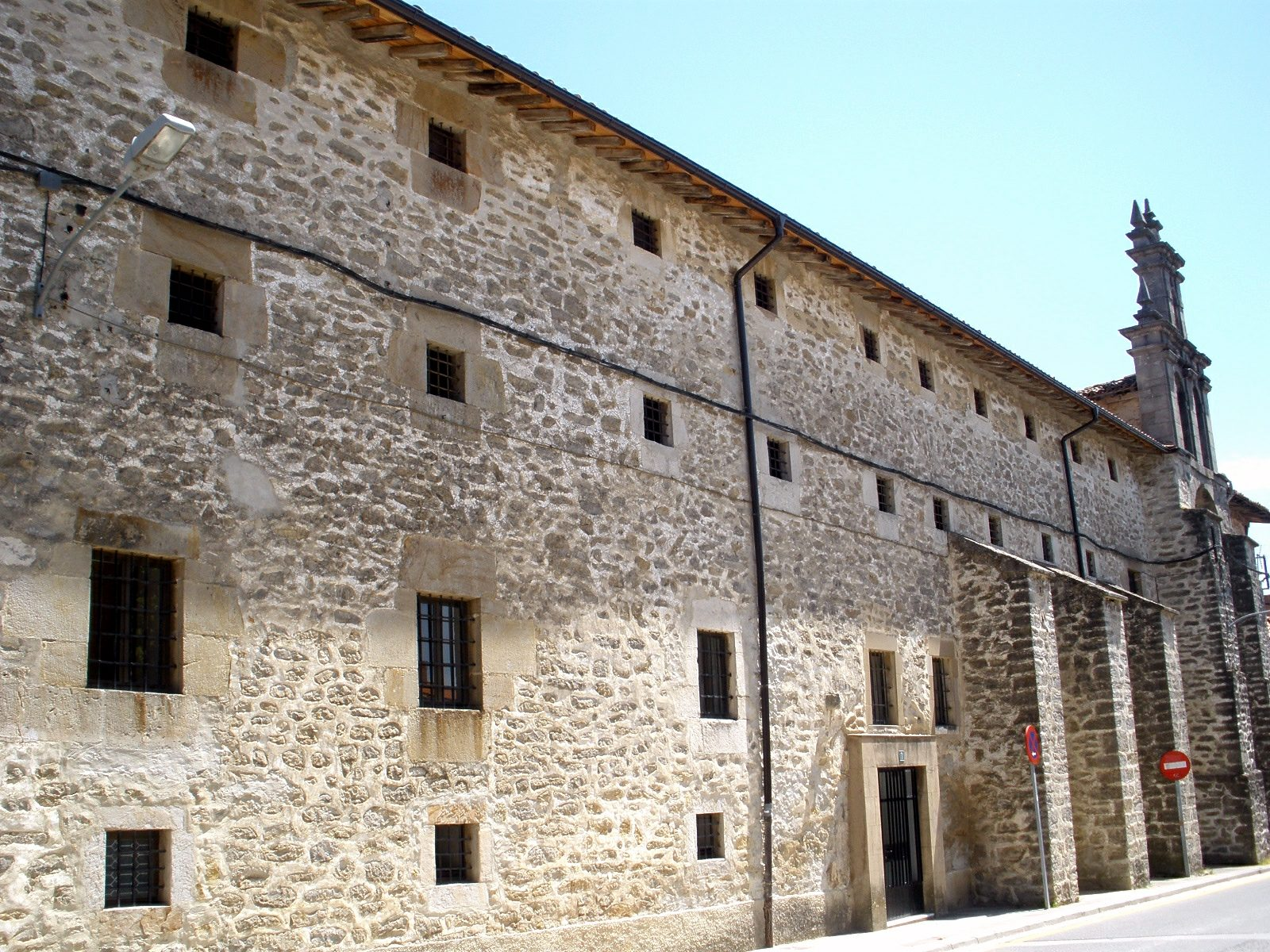
Convento de Santa Clara

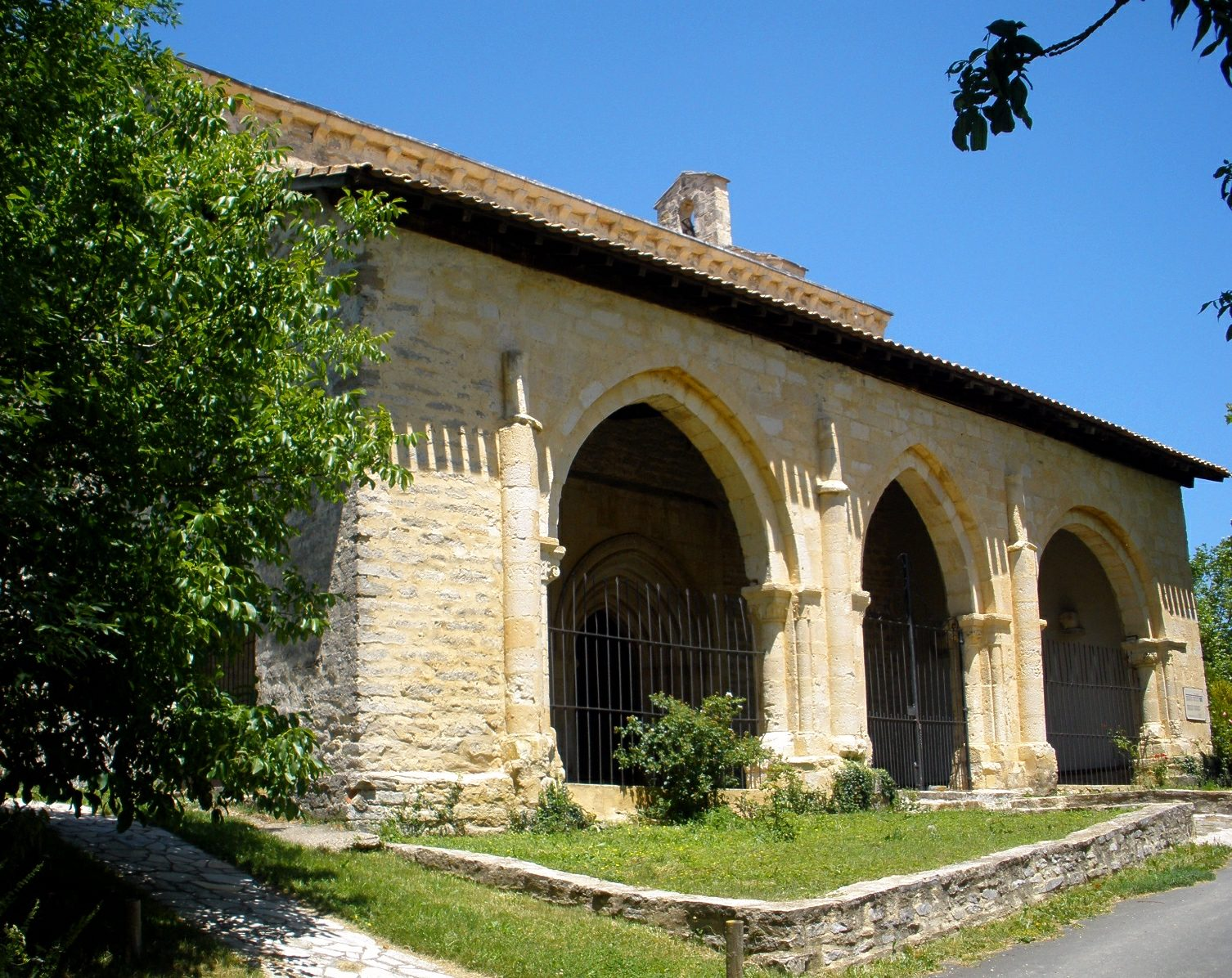
Santuario de Nuestra Señora de Ayala

- Iglesia parroquial de San Blas[2]
- Santuario de Nuestra Señora de Ayala[2]
- Convento de Santa Clara
- Pequeño puente romano en el río Alegría
- Casa de los Gaona
- Castro de Henayo

### Fiestas
- Fiestas en honor de San Blas (Patrón de Alegría) el día 3 de febrero.
- Fiestas en honor a San Román (Patrón de Eguileta) el último fin de semana de agosto.
- Fiestas en Honor de Ntra. Sra. de Aiala, el fin de semana posterior a la Virgen de septiembre.
- Conmemoración de la Batalla de Alegría el sábado anterior a las fiestas patronales.